# Bert De Waele

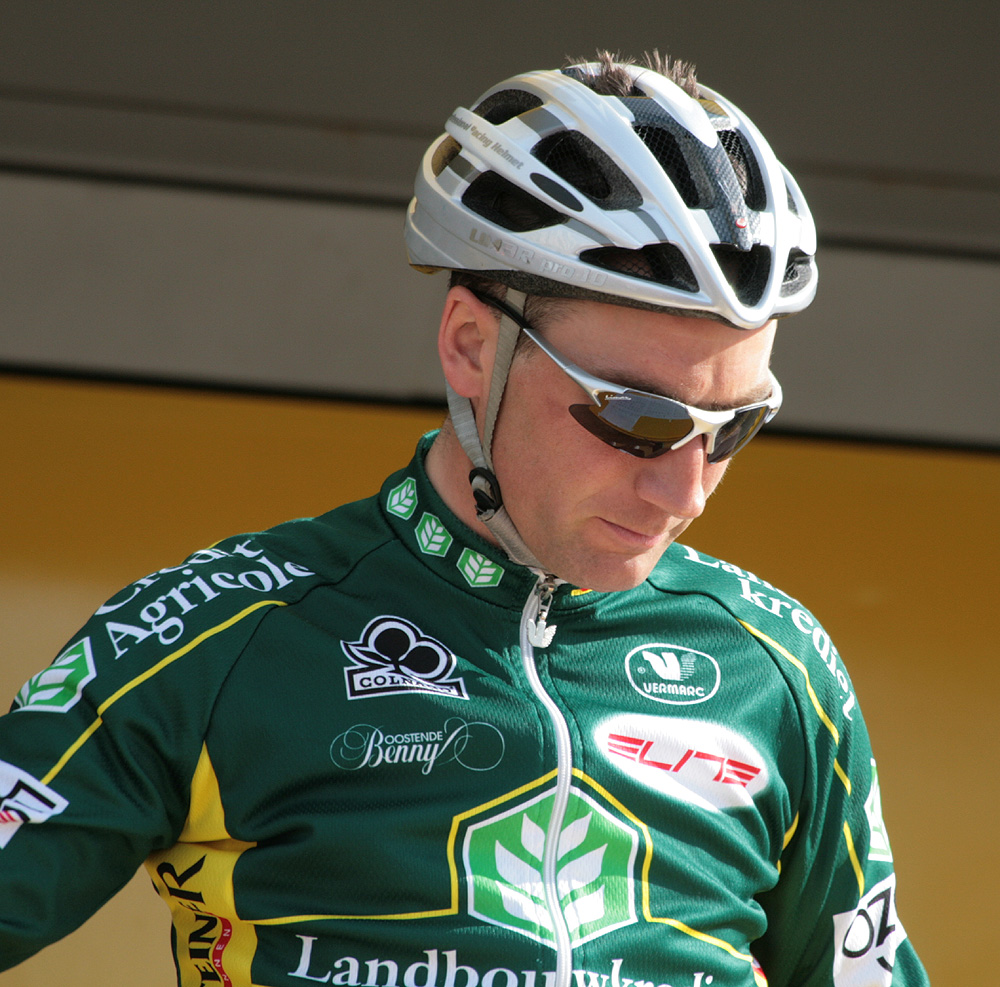
Bert De Waele

Bert De Waele (* 21. Juli 1975 in Deinze) ist ein ehemaliger belgischer Radrennfahrer.
Bert De Waele begann seine Karriere 2001 bei dem belgischen Radsport-Team Landbouwkrediet-Colnago. 2003 gewann er sein erstes Rennen, die Tour du Doubs. In der nächsten Saison gewann er den GP Cholet-Pays de la Loire und Omloop van het Houtland Lichtervelde. 2005 wurde er unter anderem Fünfter bei Omloop Het Volk und Zweiter beim GP Pino Cerami. Ein Jahr später wurde er Zweiter bei Omloop Het Volk, Vierter beim GP E3 Harelbeke und jeweils Sechster in der Gesamtwertung der Luxemburg- und Rheinland-Pfalz-Rundfahrt.
Ende der Saison 2012 hat er seine Karriere als Berufsradfahrer beendet. 

## Erfolge
2003
- Tour du Doubs

2004
- Grand Prix Cholet-Pays de la Loire

2007
- De Drie Zustersteden-Willebroek
- Grand Prix de Wallonie

2009
- eine Etappe Belgien-Rundfahrt

2011
- eine Etappe Paris–Corrèze

## Teams
- 2001 bis 2006 Landbouwkrediet-Colnago
- 2007 bis 2008 Landbouwkrediet-Tönissteiner
- 2009 Landbouwkrediet-Colnago
- 2010 bis 2011 Landbouwkrediet
- 2012 Landbouwkrediet-Euphony